# Comuna Boldești-Gradiștea, Prahova
Boldești-Gradiștea (în trecut, doar Boldești) este o comună în județul Prahova, Muntenia, România, formată din satele Boldești (reședința) și Gradiștea.

## Așezare
Comuna se află pe malurile lacului Boldești, în extremitatea sud-estică a județului, la limita cu județele Buzău și Ialomița. Ea este străbătută de șoseaua județeană DJ102D care o leagă spre nord de Baba Ana și Mizil și spre vest de Sălciile.

## Demografie
Componența etnică a comunei Boldești-Gradiștea
     Români (93,37%)
     Alte etnii (0,84%)
     Necunoscută (5,79%)
Componența confesională a comunei Boldești-Gradiștea
     Ortodocși (89,74%)
     Adventiști (1,88%)
     Alte religii (1,95%)
     Necunoscută (6,42%)
Conform recensământului efectuat în 2021, populația comunei Boldești-Gradiștea se ridică la 1.433 de locuitori, în scădere față de recensământul anterior din 2011, când fuseseră înregistrați 1.817 locuitori. Majoritatea locuitorilor sunt români (93,37%), iar pentru 5,79% nu se cunoaște apartenența etnică. Din punct de vedere confesional, majoritatea locuitorilor sunt ortodocși (89,74%), cu o minoritate de adventiști (1,88%), iar pentru 6,42% nu se cunoaște apartenența confesională.

## Politică și administrație
Comuna Boldești-Gradiștea este administrată de un primar și un consiliu local compus din 11 consilieri. Primarul, Leon Damian[*], de la Alianța Dreapta Unită, este în funcție din 1 noiembrie 2024. Începând cu alegerile locale din 2024, consiliul local are următoarea componență pe partide politice:
|  | Partid                    | Consilieri | Componența Consiliului | Componența Consiliului | Componența Consiliului | Componența Consiliului |
|  | ------------------------- | ---------- | ---------------------- | ---------------------- | ---------------------- | ---------------------- |
|  | Partidul Național Liberal | 4          |                        |                        |                        |                        |
|  | Alianța Dreapta Unită     | 4          |                        |                        |                        |                        |
|  | Partidul Social Democrat  | 3          |                        |                        |                        |                        |

## Istorie
La sfârșitul secolului al XIX-lea, comuna făcea parte din plasa Tohani a județului Buzău. Ea se numea Boldești și avea exact aceeași compoziție ca și astăzi, și anume satele Boldești (reședința) și Grădiștea, totalizând 1130 de locuitori (580 în Boldești, 550 în Grădiștea), o școală cu 53 de elevi (dintre care 2 fete) și câte o biserică în fiecare din cele două sate. Locuitorii se ocupau cu agricultura, iar comuna beneficia și de peștele din lacul Boldești și de vânatul din zonele sălbatice din preajma acestuia.
În 1925, Anuarul Socec o consemnează în aceeași plasă și în aceeași compoziție, având 1590 de locuitori. În 1941, comuna avea 2513 locuitori.
În 1950, la reforma administrativă, comuna s-a regăsit în raionul Mizil al regiunii Buzău și apoi (după 1952) al regiunii Ploiești. După reînființarea județelor în 1968, a fost transferată în județul Prahova, fiind numită temporar Boldești de Mizil și apoi Boldești-Gradiștea.

## Monumente istorice
În comuna Boldești-Grădiștea se află crucea de piatră de „La Armani” (1731) din satul Boldești, monument istoric memorial sau funerar de interes național.
În rest, alte trei obiective din comună sunt incluse în lista monumentelor istorice din județul Prahova ca monumente de interes local, toate fiind situri arheologice din zona satului Boldești: așezarea din secolele al II-lea–al III-lea e.n. de la „Popina Mare”; necropola din aceeași perioadă de „la Cărămidărie”; și necropola din secolele al IV-lea–al V-lea e.n. din zona dispensarului și a magazinului universal.